# Berg-Sandglöckchen
Das Berg-Sandglöckchen (Jasione montana), auch Berg-Sandrapunzel, Sandknöpfchen, Bergnelke oder Schaf-Skabiose genannt, ist eine Pflanzenart aus der Gattung der Sandrapunzeln (Jasione) in der Familie der Glockenblumengewächse (Campanulaceae).
Um auf diese seltene Art und ihren gefährdeten Lebensraum aufmerksam zu machen, wurde das Berg-Sandglöckchen 1990 zur Blume des Jahres auserkoren. Diese Art ist wegen starken Nährstoffeintrags in magere Saumbiotope, die selbst rückläufig sind, gefährdet.

## Beschreibung

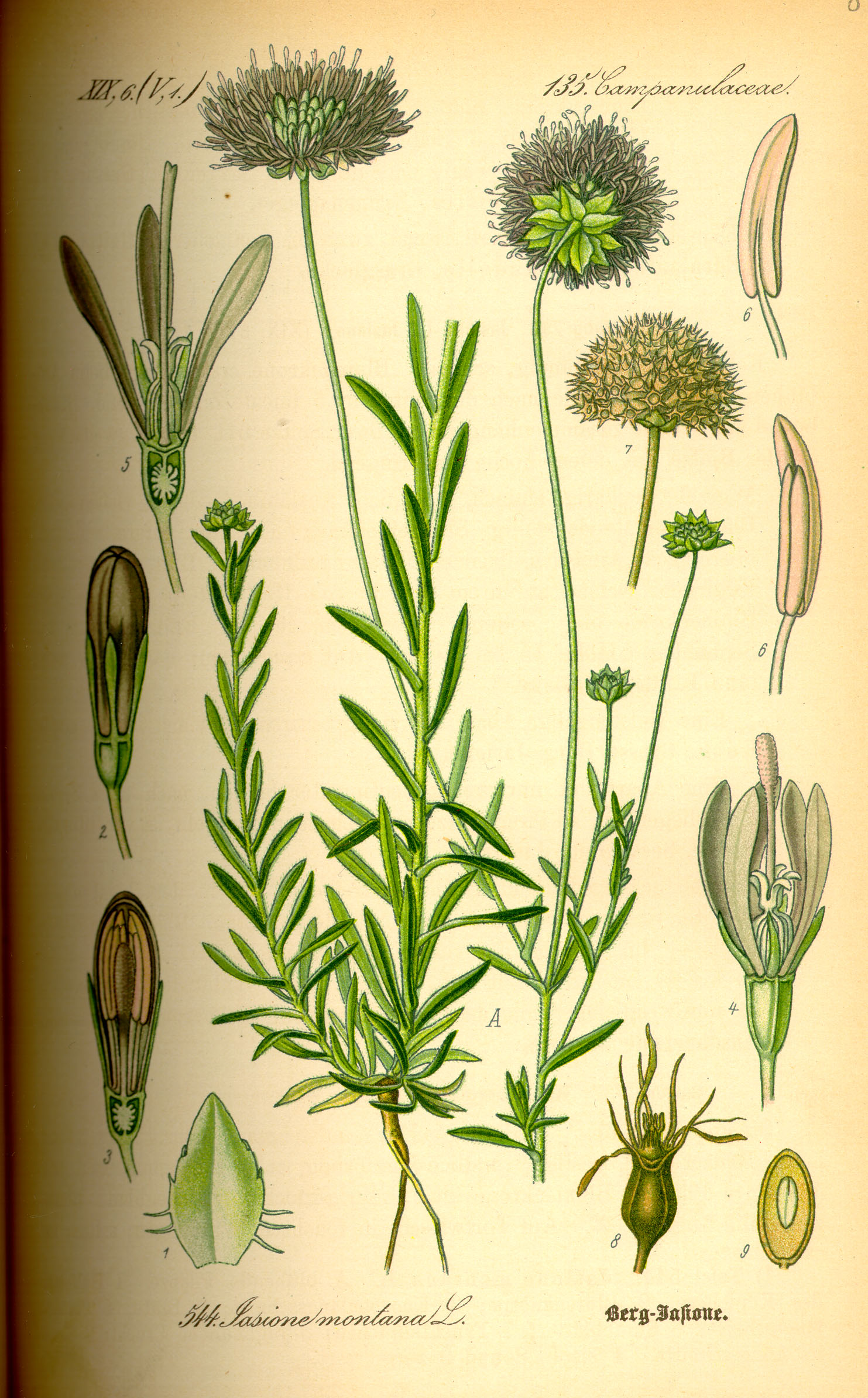
Illustration aus der Flora von Deutschland, Österreich und der Schweiz von 1885

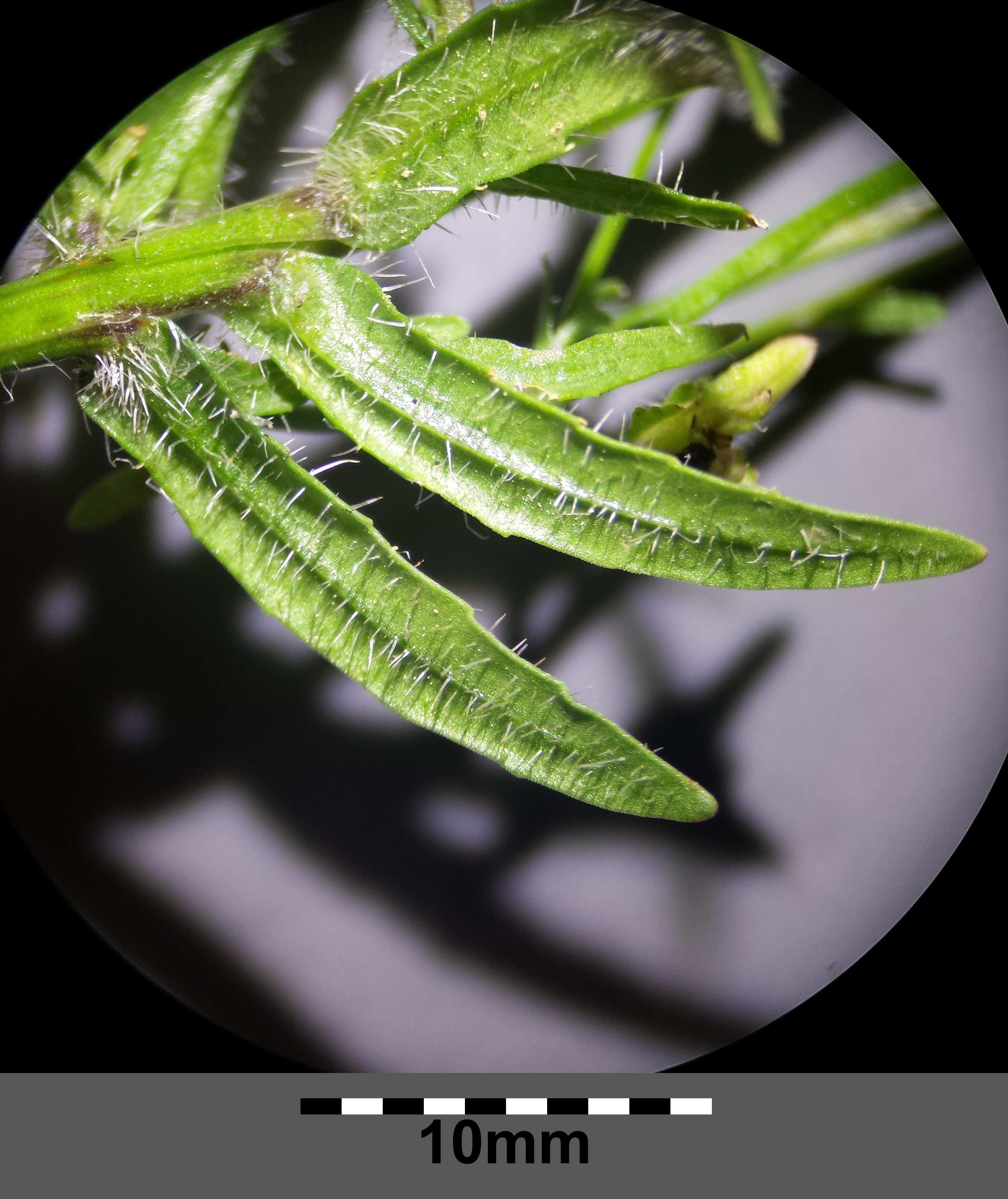
Die sitzenden Stängelblätter sind meist länglich bis linealisch und am Rand mehr oder weniger wellig-kraus.

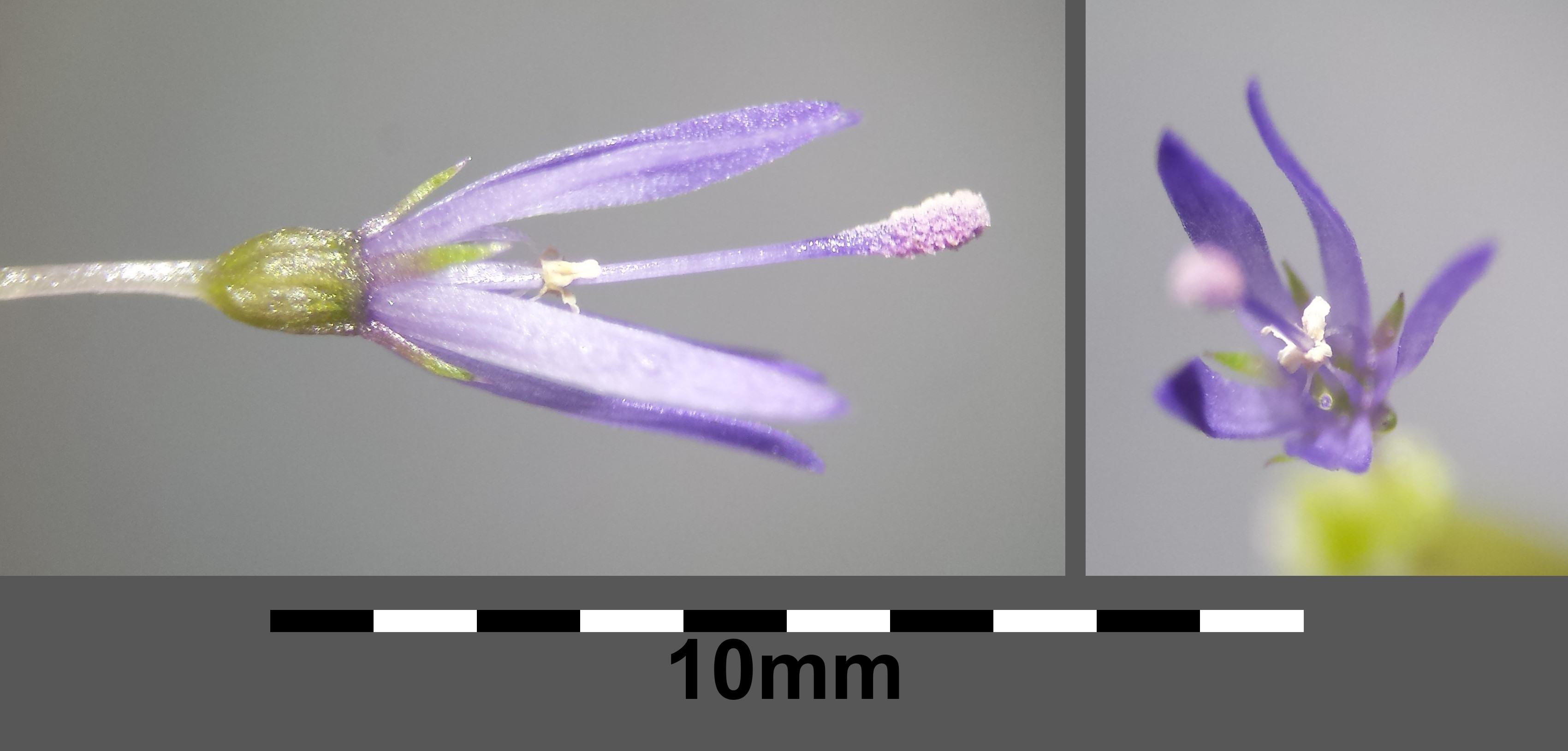
Blüte

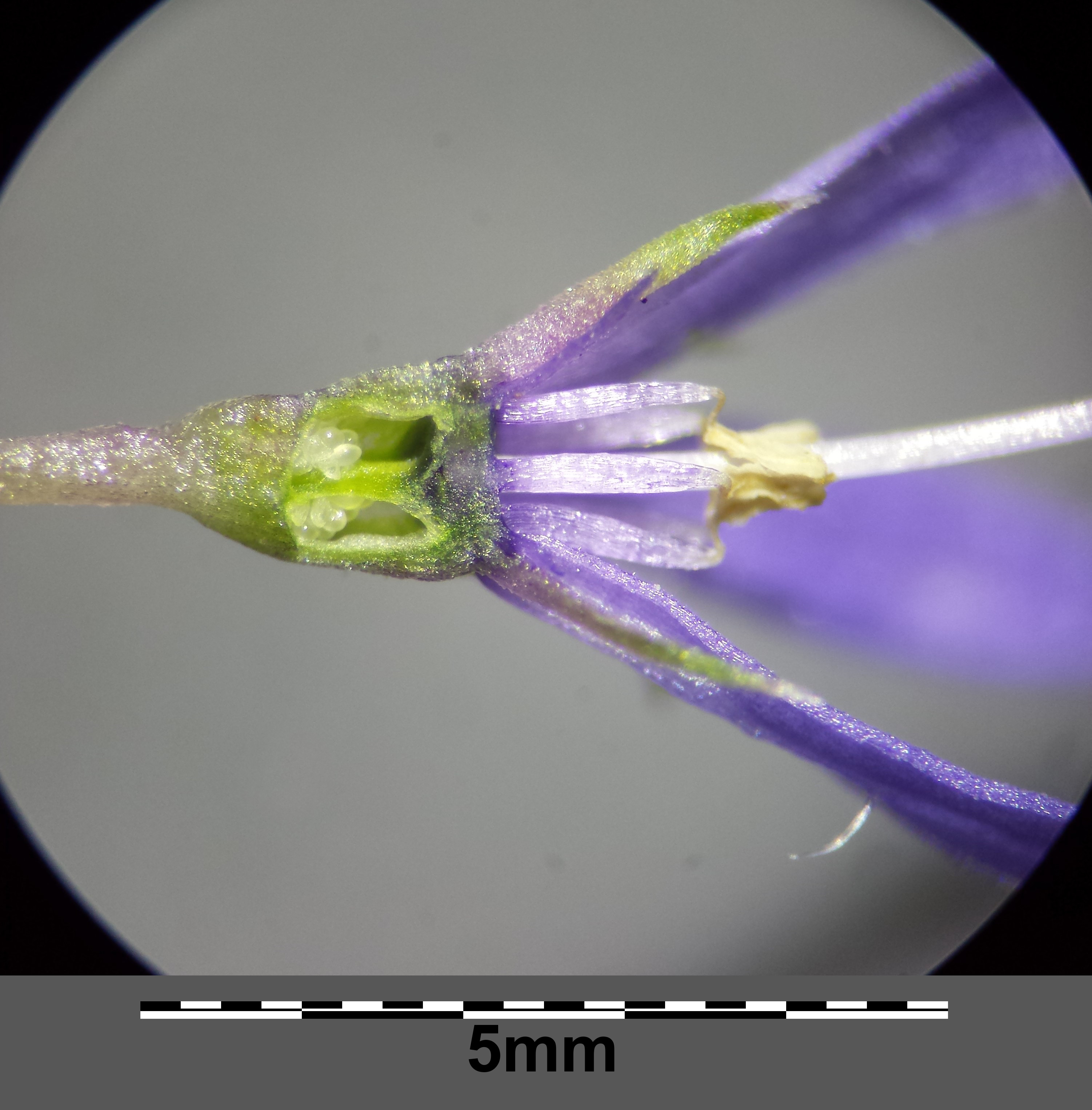
Querschnitt durch einen Fruchtknoten, rechts die Staubfäden mit verwachsenen Antheren.

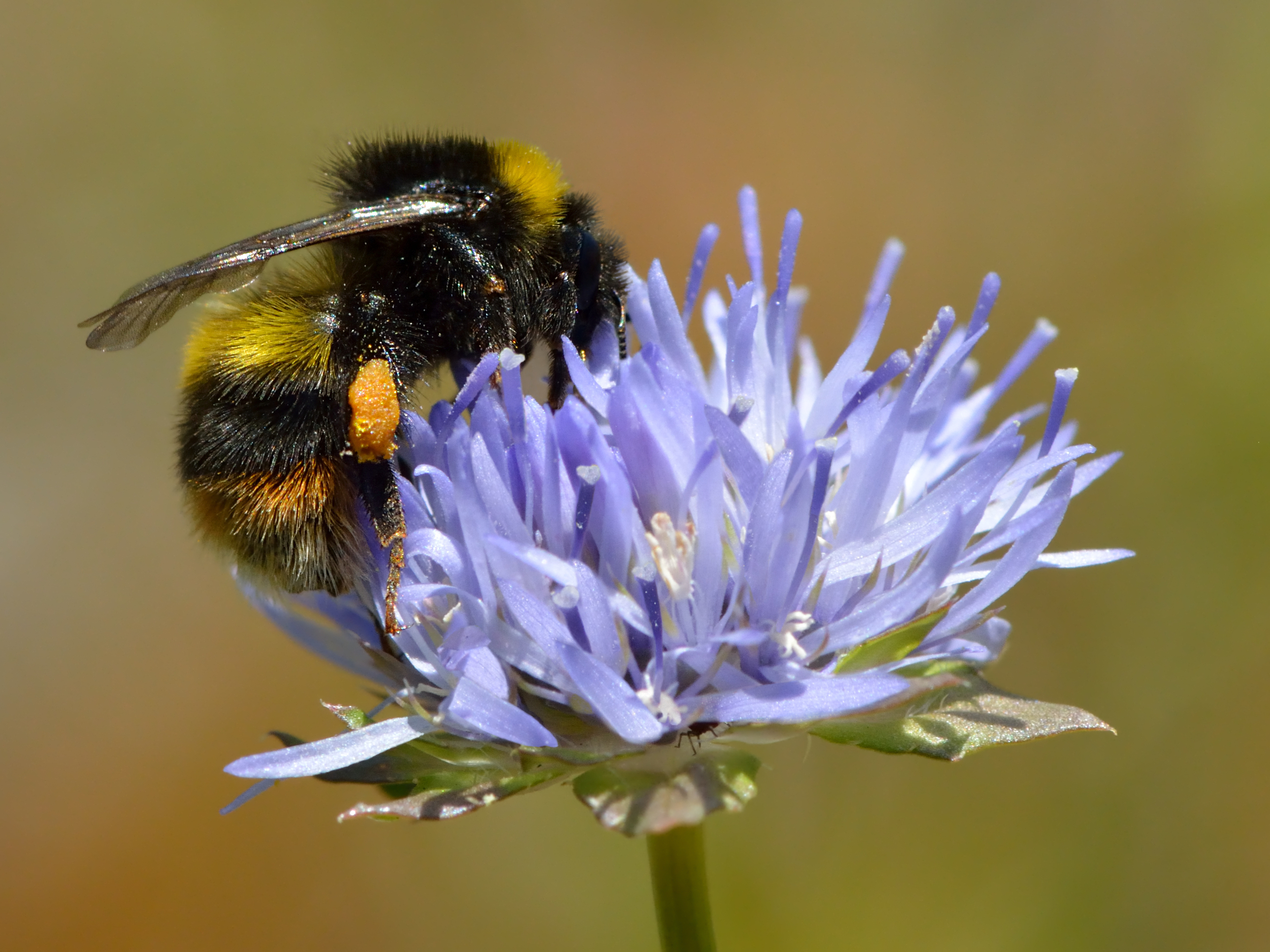
Bestäubung

### Vegetative Merkmale
Das Berg-Sandglöckchen wächst als einjährig-überwinternde oder zweijährige krautige Pflanze, die Wuchshöhen von 20 bis 60, selten bis 80 cm erreicht. Das Wurzelsystem reicht bis zu 1 Meter tief. Es werden keine Ausläufer gebildet. Der reichverzweigte Stängel kann niederliegend oder aufrecht sein. Die sich nur im unteren Stängelteil befindenden Laubblätter sind länglich bis lanzettlich und besitzen einen wellig-krausen Rand.

### Generative Merkmale
Der an einem langen Blütenstandsschaft stehende körbchenförmige Blütenstand erreicht einen Durchmesser von 1,5 bis 2,5 Zentimetern. Die zwölf oder mehr dachziegelartig angeordneten Hüllblätter sind länglich bis eiförmig, spitz auslaufend und meist kürzer als die Blüte. Die zwittrigen Blüten sind fünfzählig mit doppelter Blütenhülle. Die fünf Kelchblätter sind kürzer als die Kronblätter und haltbar. Die fünf hellblauen, selten weißen Kronblätter sind am Grund röhrig verwachsen mit fünf linealen Kronzipfeln, die vor dem Aufblühen gerade sind. Es sind fünf Staubblätter mit blauen, pfriemförmigen Staubfäden vorhanden, die die Krone nicht überragen. Der Griffel ragt aus der Krone heraus und endet in einer zweilappigen Narbe. Die Blütezeit reicht von Juni bis August.
Es werden kleine, abstehende, an der Spitze mit zwei Poren aufspringende, rundliche und fünfkantige Kapselfrüchte gebildet, die krallig von den haltbaren Kelchblätter gekrönt sind. Die fast eiförmigen Samen sind klein.
Die Chromosomenzahl beträgt 2n = 12 für die Unterart subsp. montana und 2n = 14 für die Unterart subsp. litoralis.

## Ökologie
Das Berg-Sandglöckchen ist eine bis 1 Meter tief wurzelnde Halbrosettenpflanze (Sandpflanze). Die Blüten sind vormännliche Körbchenblumen, sehr ähnlich denen der Korbblütler. Die Einzelblüten sind bis zum Grunde gespalten. Sie öffnen sich von unten nach oben. Die Staubbeutel sind an der Basis verwachsen. Sie versperren dadurch den Weg zum Nektar und dienen so als Saftdecke. Der Pollen wird schon in der Blütenknospe auf die Griffelbürste entleert. Später breiten sich die Staubbeutel aus, der Griffel verlängert sich stark, und die zweilappige Narbe entfaltet sich. Bestäuber sind viele Zweiflügler, Bienen (bis 100 Arten), Falter und Käfer; Selbstbestäubung kommt nicht vor.
Die Kleinheit der Blätter und ihre raue Behaarung sind Anpassungen an zeitweilige Trockenheit. Die Samen werden durch Tiere und den Wind verstreut. Heranreifende Samen sind zum Studium der Embryonalentwicklung geeignet.

## Vorkommen
Das Sandglöckchen kommt sowohl in gebirgigen Lagen als auch in den Graudünen der Nord- und Ostseeküste vor. Es wächst bevorzugt auf trockenen Sand-Magerrasen oder an kalkarmen felsigen Stellen, aber auch als tiefwurzelnde Pionierpflanze auf Brachflächen. Man findet es auf kargen und kalkfreien Sandböden, auf Trockenrasen, Dünen und Felsköpfen. Das Verbreitungsgebiet umfasst Europa und das nordwestliche Afrika. In Europa kommt es in fast allen Ländern vor und fehlt nur in Island, Serbien, Montenegro, Nordmazedonien und in Griechenland.
In Österreich ist diese Art in Wien ausgestorben, kommt aber sonst zerstreut bis selten in allen Bundesländern vor.
Nach Ellenberg ist das Berg-Sandglöckchen eine Halblichtpflanze, ein Trockniszeiger, ein Säurezeiger und eine Ordnungscharakterart der Felsgrus- und Felsbandgesellschaften (Sedo-Scleranthetalia). Die ökologischen Zeigerwerte nach Landolt et al. 2010 sind in der Schweiz: Feuchtezahl F = 2 (mäßig trocken), Lichtzahl L = 4 (hell), Reaktionszahl R = 2 (sauer), Temperaturzahl T = 4+ (warm-kollin), Nährstoffzahl N = 1 (sehr nährstoffarm), Kontinentalitätszahl K = 3 (Subozeanisch bis subkontinental), Salztoleranz = 1 (tolerant).

## Systematik
Jasione montana wurde 1753 durch Carl von Linné in Species Plantarum erstveröffentlicht. Es ist die Typusart der Gattung Jasione.
Jasione montana ist recht formenreich; sie wird unterteilt in die folgenden Unterarten: 
- Jasione montana L. subsp. montana: Dies ist die verbreitete Sippe mit durchschnittlich höherem und aufsteigendem Wuchs. Sie kommt in Europa und im nordwestlichen Afrika vor.[5]
- Jasione montana subsp. litoralis Fr.: Diese Sippe ist seltener. Sie ist kleiner, wächst eher niederliegend und kommt in den Graudünen der Nord- und Ostseeküste vor.[1] Manche Autoren halten diese für keine eigenständige Unterart und sehen sie als ein Synonym für Jasione montana subsp. montana an.[5]
- Jasione montana subsp. cornuta (Ball) Greuter & Burdet: Sie kommt in Marokko vor.[5]
- Jasione montana subsp. paivae Horjales & Rubido: Diese Unterart wurde 2011 erstbeschrieben und kommt in Spanien vor.[5]